# Carlos León Liquete
Carlos León Liquete (Valladolid, 1977) es un filólogo, ensayista, crítico literario, poeta y profesor.

## Biografía
Doctorado en Filología Hispánica por la Universidad de Valladolid es profesor de literatura en un centro de enseñanza secundaria en su ciudad natal. 
Ha compaginado su profesión como educador con la de escritor y, sobre todo, ensayista y crítico literario. Su trabajo como ensayista, investigador y crítico se ha centrado en las vanguardias españolas del siglo XX. Ya en su tesis doctoral, «Dios deseado y deseante de Juan Ramón Jiménez. Reconstrucción, crítica e interpretación», su compromiso con el poeta Juan Ramón Jiménez y su obra ha estado muy presente. Así, fue responsable de la edición de Obra poética de Espasa-Calpe en 2005 (2 vol.) en colaboración con Teresa Gómez Trueba; de Animal de fondo y Dios deseado y deseante Poesía escogida VI, en editorial Visor (2006 y 2009) así como de distintos ensayos, entre los que destaca Juan Ramón Jiménez desde ‘Animal de fondo'. en el que trata las últimas obras del poeta —Dios deseado y deseante y Animal de fondo— con el que ganó el Premio Internacional Gerardo Diego de Investigación Literaria en 2019 y del que el jurado destacó que el autor había sido capaz de remontarse con «un trabajo riguroso, preciso, luminoso, bien documentado y bien escrito, por la corriente poética para explicar y entender la plenitud final del poeta». Es miembro del Seminario Permanente Claudio Rodríguez.
De su propia obra poética, Carlos León tiene editados varios libros como Olvidando las palabras, Libro de horas, La humanidad escueta o Cuaderno del ahorcado.